# Famille d'Aché
La famille d'Aché (on rencontre souvent la forme Achey) est une ancienne famille noble de Normandie dont l'origine remonte au XIe siècle et éteinte au XIXe siècle.

## Histoire

### Le fief passager de Beuzeval
Jean d'Aché, un compagnon de Guillaume le Conquérant est possessionné du fief de Beuzeval en reconnaissance des services rendus lors de la conquête normande de l'Angleterre.[réf. nécessaire]
La famille d'Aché devient détentrice du fief de Beuzeval pour plusieurs siècles.[réf. nécessaire]
Eudes d'Aché, fils de Jean, accompagne Robert Courteheuse, fils de Guillaume le Conquérant, en Terre sainte en 1096.[réf. nécessaire]
250 ans plus tard, en 1350, Eudes d'Aché (dit l'aîné), seigneur de Beuzeval, se marie avec Christine de Bailleul et ils ont un fils prénommé Eudes (dit le jeune). 

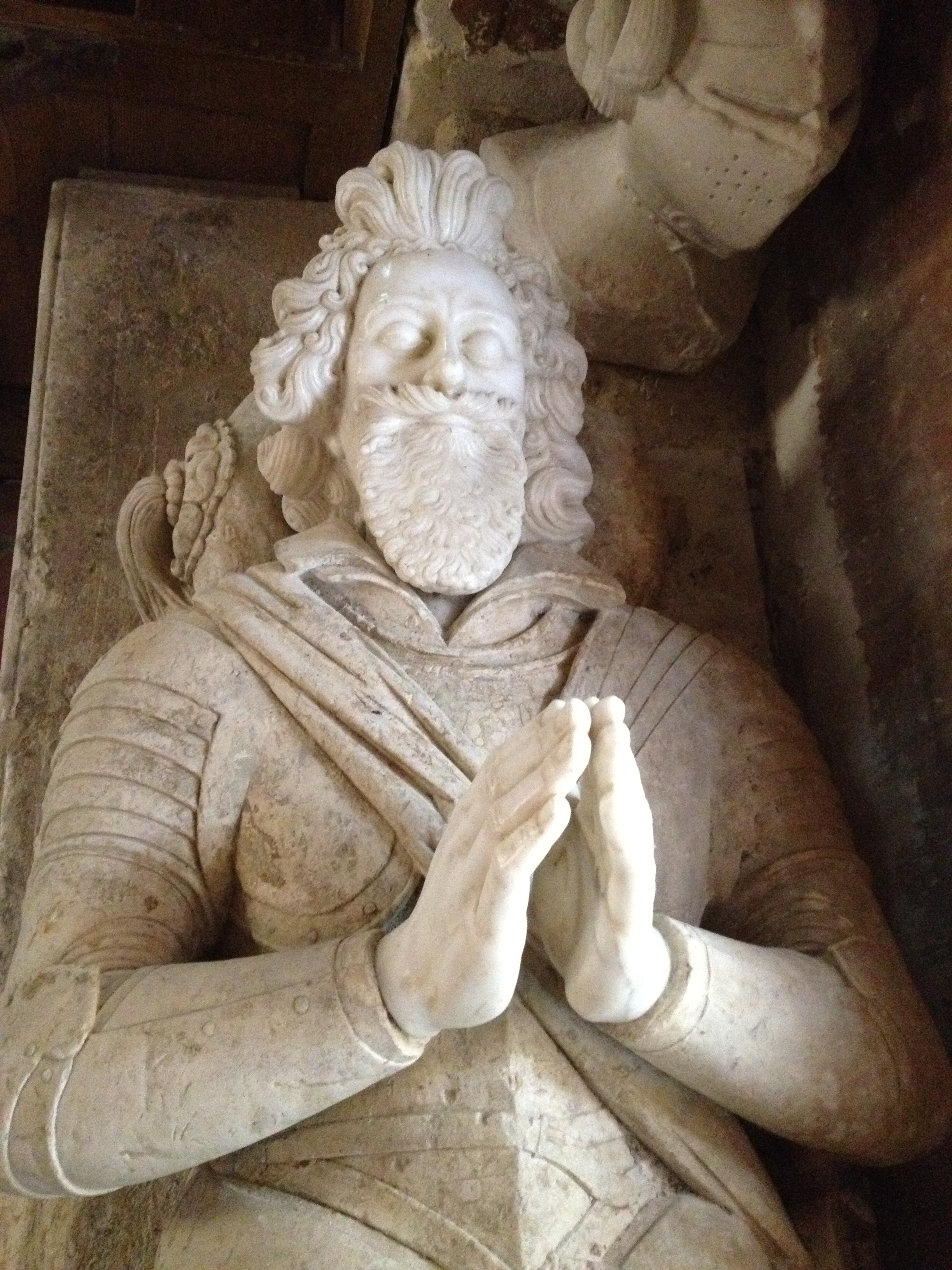
Gisant de Guy d'Aché.

En 1537, c'est Marguerite d'Aché, fille de Jacques, seigneur de Beuzeval et de Gonneville, qui épouse Jean Le Brun, seigneur de Sallenelles, le fils de Louis Le Brun, vice-amiral de France .
Après cinq siècles et demi, les fiefs de Beuzeval et Gonneville quittent la famille d'Aché pour devenir possession de la famille Le Brun (ou Lebrun), seigneur de Sallenelles.[réf. nécessaire]

### Les berceaux de Marbeuf et Serquigny
Le gisant de Guy d'Aché, seigneur de Marbeuf mort vers 1608 se trouve dans l'église Saint-Christophe.
Les titres Marbeuf ou Serquigny sont portés alternativement.
Les personnages illustres de cette famille sont ceux dont on peut suivre la carrière militaire : la plupart des biographies sont ainsi celles des officiers de marine qui ont parcouru les mers ou combattu à cette occasion.

## Personnalités
- Guillaume d'Aché
- Anne Antoine d'Aché
- Robert-François d'Aché de Serquigny

## Filiation
```
Eudes d'Aché 
le jeune
, seigneur de 
Beuzeval
 (ca 1335-1395 - † juillet 1423)
│ (son frère est Jean dit le 
Grand Gallois
)
|
│ Guillaume Mauvoisin, seigneur de 
Serquigny

│ x Isabelle/Isabeau d'Harcourt (1360-1402), dame de Charentonne
│ │
x(1400) Jeanne Mauvoisin
│
└─> Jean d'Aché, 
le Petit Gallois
, écuyer, seigneur de Beuzeval
    x 
Marie de Tournebu
, dame de 
Marbeuf
, fille du baron de 
Beaumesnil
, 
Jean de Tournebu
 (vers 
maison d'Harcourt
).
    │
    └─> Simon d'Aché - Écuyer - Seigneur de Serquigny et de Beuzeval
        │
        │       Jean 
de Courtenai
 (†1460), seigneur de 
Bléneau
 et de 
Champignelles

        │       x Catherine de l'Hôpital
        │       │
        x(1466) Catherine de Courtenai (°1440)
        │
        └─> Jean d'Aché, seigneur de Serquigny et de Marbeuf
            │
            │             Gauvain III de Dreux (†1508-inhumé à 
Louye
)- Chevalier - Noble seigneur de 
Muzy

            │             x Marguerite de Fourneaux de 
Ricarville

            │             │
            x(
24 septembre 1489
) Louise de Dreux
            │
            └─> Charles d'Aché - Chevalier, pannetier du roi François 
I
er
, seigneur de Serquigny
                │
                │             Philippe de Vassy - Vicomte de 
Fontenai-le-Marmion
, seigneur de la Quièze
                │             x Jeanne de Rupierre
                │             │
                x(
22 avril 1524
) Marguerite de Vassy
                │
                └─> Jean d'Aché, III du nom - Écuyer ordinaire de l'Écurie du Roi, capitaine du 
château de Tancarville
, seigneur de Serquigny
                    │
                    │             Charles Le Conte - seigneur et baron de 
Nonant

                    │             x Catherine d'
Amfreville

                    │             │
                    x(
19 février 1546
) Renée Le Conte de Nonant
                    │
                    ├─> Thomas d'Aché, page d'
Henri 
IV
, seigneur de Serquigny et de la Quièze
                    │    │ │
                    │    │ x(24 septembre 1586) Magdeleine de 
Vaucelles
 (†/juin 1591)
                    │    │             
                    │    x(3 juin 1591) Jeanne Cornet, dame de Vaux, de Vaudelles, de la Ferrière et d'Hauteville
                    │    │
                    │    └─> Anne d'Aché, seigneur de Serquigny (†1649)
                    │        x(15 février 1615) 
Madeleine de Tournebu
 à 
Cambremont

                    │        │
                    │        │             Charles de Péricard, 
baron des Bottereaux
, avocat du roi au bailliage de Rouen
                    │        │             x Esther 
de Costentin

                    │        │             │
                    │        x 
Renée de Péricard
, dame de Laune (ca 1625-1705)
                    │        ├─> François d'Aché (†ca 1734)
                    │        ├─> Charles d'Aché
                    |        |
                    |        |        1 Renée Le Mercier
                    │        |        │
                    |        |        |  2 Marguerite de Keroudault
                    │        │        |  │
                    |        |        |  |
                    │        └─> 
Guillaume d'Aché
 (1647-1713)
                    │    
                    └─> Guy d'Aché (†/mars 1617) - lieutenant de la compagnie des gens d'armes du seigneur de 
Fervaques
, seigneur de Fontenai et d'
Azeville

                        │
                        │             Jacques de Mailloc - noble seigneur du 
Mont de la Vigne

                        │             x Françoise de Créquy
                        │             │
                        x(
17 juillet 1583
) Madeleine de Mailloc, dame du Mont de la Vigne
                        │
                        ├─> Jacques d'Aché - Écuyer - seigneur de Marbeuf
                        │   │
                        │   │             Pierre de la Luzerne - Écuyer, gouverneur du 
Mont Saint-Michel
, seigneur de 
Brévands

                        │   │             │
                        │   x(
14 juin 1616
) Marguerite de la Luzerne
                        │   │
                        │   └─> Gabriel d'Aché, 
1
er
 du nom - Écuyer - seigneur de 
Saint Aubin
 et de Marbeuf
                        │       │
                        │       │             Hamon de Baudry - Écuyer - seigneur de 
Piencourt

                        │       │             x Charlotte de La Motte
                        │       │             │
                        │       x(
6 septembre 1667
) Catherine de Baudry de Piencourt
                        │       │
                        │       └─> Pierre François Placide d'Aché '°1670), écuyer, seigneur de Marbeuf
                        │           │ 
                        │           x(
20 mai 1680
) Anne Louise Le Blanc du Rollet (†1746)
                        │           ├─> Gabriel 2
                        │           ├─> Jacques, curé à 
Lisieux

                        │           ├─> Louis
                        │           ├─> Charles, seigneur de 
L'Homme
 
, seigneur de Marbeuf X(1749) Charlotte Marie de Houdetot (°1731)
                        │           ├─> René
                        │           ├─> 
Anne Antoine d'Aché
 (1701-1780), comte d'Aché, seigneur de Marbeuf x Marguerite Guyomar
                        │           ├─> René François 
                        │           ├─> Pierre 1705
                        │           │                X du Chesne 
                        │           │                x Y 
                        │           │                │
                        │           │      x Louise Marguerite du Chesne
                        │           │      │
                        │           └─> François Placide vicomte d'Aché (1706-1778), seigneur de Marbeuf
                        │               │                                        
René-Aymar de Roquefeuil et du Bousquet

                        │               │                                          x Marie Françoise de Rémy de Bauve
                        |               |                                          |    
                        │               │           x(
28 décembre 1778
) Jeanne Louise de Roquefeuil (1761-…)
                        │               │           │      
                        │               ├─> 
Robert François d'Aché
 
[
3
]
 (1758-1809)
                        │               │           ├─> Louise Renée d'Aché (1779-1816)
                        │               │           │       | 
                        │               │           |       x(
20 février 1805
) 
Jean-Baptiste de Cacqueray
 (1779-1834)
                        │               │           │ 
                        │               │           └─> Marie Fleurie Alexandrine d'Aché (1781-...)
                        │               └─> Michel Louis Placide, marquis d'Aché (ex-officier de 
Bassigny-Infanterie
)
                        │
                        │
                        ├─> François d'Aché - Seigneur 
du Hommet

                        │
                        └─> Robert d'Aché - Seigneur de Fontenai
```